# 2MASS J16532970+6231364
2MASS J16532970+6231364 ist ein etwa 300 Lichtjahre von der Erde entfernter Brauner Zwerg im Sternbild Drache. Er wurde 2002 von Suzanne L. Hawley et al. entdeckt. Er gehört der Spektralklasse L3 an.